# Marguerite Arosa
Marguerite Arosa (1854 – Parijs, 23 februari 1903) was een Franse schilderes en aquarelliste uit de tweede helft van de negentiende eeuw.

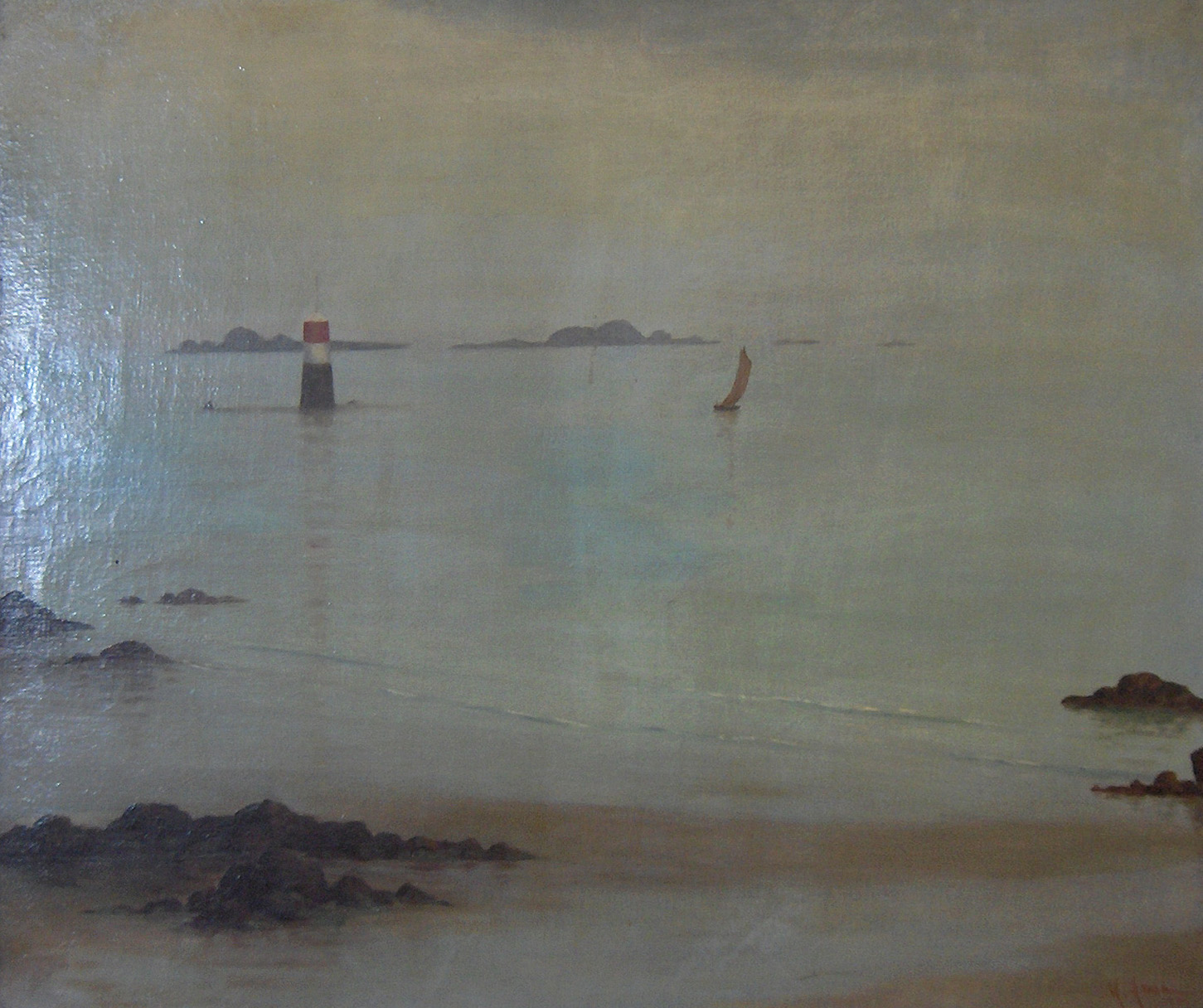
Marine met vuurtoren

Zij stamde uit een Parijs gezin in de hogere middenklasse. Haar vader Gustave Arosa had een uitgebreide collectie hedendaagse kunst, in het bijzonder schilderijen van Delacroix, Corot, Courbet, Daubigny en schilders uit de School van Barbizon. Toen de moeder van Paul Gauguin stierf in 1867, werd Gustave Arosa de hoeder van haar kinderen. In het huis van Arosa in Parijs en zijn buitenverblijf in St. Cloud, kon de jeugdige Gauguin kennismaken met deze kunst. In 1871 bezorgde Gustave Arosa een baan aan Gauguin als beurshandelaar in een bank. En rond Kerstmis 1872 ontmoette Gauguin zijn toekomstige vrouw, de Deense Mette-Sophie Gad, in het huis van Arosa in Parijs.
Marguerite Arosa is bekend om haar landschappen en portretten, maar heeft ook enkele marines geschilderd. Zij had kunst gestudeerd onder Mayer, Félix-Joseph Barrias (1822-1907) en de realistische schilder Armand Gautier (1825-1894). Zij gaf haar enthousiasme voor de kunst door aan Gauguin, die samen met haar zijn eerste schilderijen maakte. Zij bracht hem de olieverftechniek bij en leerde hem hoe hij die moest toepassen in schilderijen. Op zondagen ging ze samen schilderen in de omgeving van Parijs.-

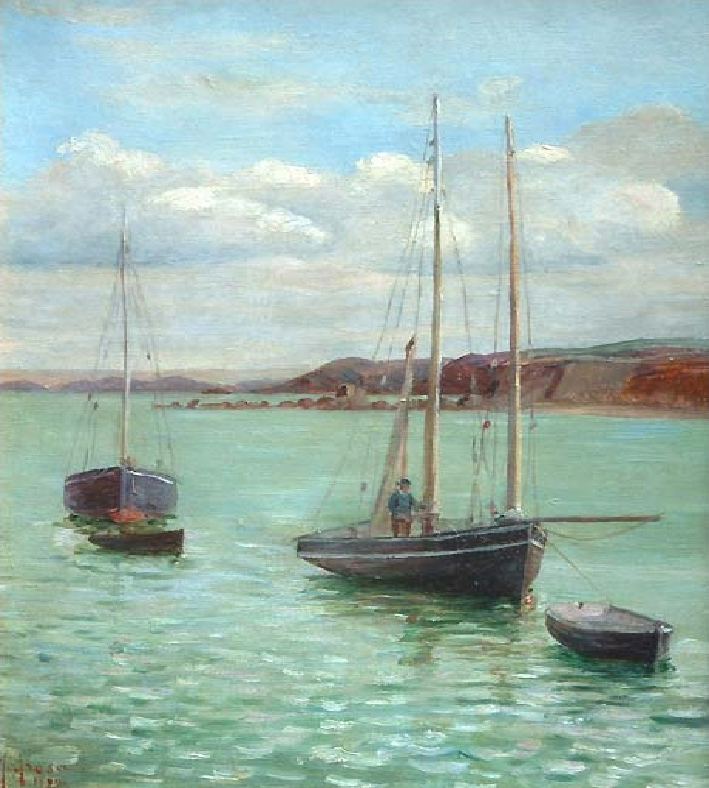
Bootjes in de haven

Zij was een regelmatige deelneemster aan het Parijse Salon tussen 1882 en 1900. Ze stond ook ingeschreven op de internationale “Blanc et Noir” tentoonstelling in Brussel in 1882 met een aquarel “Lilas in bloei”. Onder haar werken die nog enige bekendheid verwierven zijn “Jonge Baadster” (voor het eerst vertoond in Brussel in 1884), “Andromeda” (Parijs, 1885) en “Mistige dag” (1891). Haar marine "Bootjes in de haven" wordt geschat tussen £1500 en £3000.
Zij reisde ook naar Groot-Brittannië en gaf tweemaal een tentoonstelling in the Glasgow Institute of Fine Arts.
Maar er is verder niet veel gepubliceerd over haar leven. Er verschijnen slechts sporadisch werken van haar op veilingen. Haar schilderij “Jonge Baadster” werd door Sotheby’s geschat tussen 60.000 en 80.000 US dollar. Haar schilderij "Marine en vuurtoren" werd verkocht in 2009 op een veiling in België voor €700 (+ kosten).
In de film “Paul Gauguin” (1975) werd de rol van Marguerite Arosa vertolkt door Claudia Butenuth